# Distribución super-poissoniana
En matemáticas, una distribución super-poissoniana es una distribución de probabilidad que tiene una varianza mayor que una distribución de Poisson con la misma media estadística. Por el contrario, una distribución sub-poissoniana tiene una varianza menor.
Un ejemplo de distribución super-poissoniana es distribución binomial negativa.
La distribución de Poisson es el resultado de un proceso donde el tiempo (o una medida equivalente) entre eventos tiene una distribución exponencial, que representa un proceso sin memoria.

## Definición matemática
En teoría de la probabilidad es común decir que una distribución, D, es una subdistribución de otra distribución E si la función generadora de momentos de D está limitada por la de E excepto por una constante. En otras palabras:

{\displaystyle E_{X\sim D}[\exp(tX)]\leq E_{X\sim E}[\exp(CtX)].}

para algunos C > 0.
Esto implica que si {\displaystyle X_{1}} y {\displaystyle X_{2}} son ambos de una distribución sub-E, entonces también lo es {\displaystyle X_{1}+X_{2}}.
Una distribución es estrictamente sub- si C ≤ 1.
A partir de esta definición, una distribución, D, es sub-poissoniana si

{\displaystyle E_{X\sim D}[\exp(tX)]\leq E_{X\sim {\text{Poisson}}(\lambda )}[\exp(tX)]=\exp(\lambda (e^{t}-1)),}

para todos t > 0.
Un ejemplo de una distribución sub-poissoniana es la distribución de Bernoulli, ya que

{\displaystyle E[\exp(tX)]=(1-p)+pe^{t}\leq \exp(p(e^{t}-1)).}

Debido a que el sub-Poissonianismo se conserva por sumas, obtenemos que la distribución binomial también es sub-poissoniana.